# Потеева, Ирина Витальевна
Ирина Витальевна Потеева (род. 25 января 1986 года) — российский боксёр.

## Биография
Родилась в Фергане.
Детство провела в Верхней Туре, где в 12 лет и начала заниматься боксом. Позже переехала в Нижний Тагил, где тренируется в спортивном клубе «Спутник» (тренер — заслуженный тренер России Александр Малышев).
Чемпионка Европы 2007 года и бронзовый призёр чемпионата Европы 2006 года. Бронзовый призёр чемпионата мира 2012 года.
Чемпионка России (2007 — до 66 кг; 2008, 2009, 2013, 2014 — до 69 кг). Серебряный (2006 — до 66 кг; 2011 — до 75 кг; 2015 — до 69 кг) и бронзовый (2010 — до 69 кг) призер чемпионатов России.
В 2014 году окончила Уральский федеральный университет.
В сентябре 2015 года вышла замуж за гонщика Сергея Серебреникова.